# ان‌جی‌سی ۸۲۳
ان‌جی‌سی ۸۲۳ (انگلیسی: NGC 823) یا (IC 1782)، یک کهکشان عدسی شکل بدون میله در صورت فلکی Fornax است. تخمین زده می‌شود که ۱۹۴ میلیون سال نوری از کهکشان راه شیری فاصله داشته باشد و قطر آن تقریباً ۱۰۰٫۰۰۰ سال نوری است. ان‌جی‌سی ۸۲۳ در ۱۴ اکتبر ۱۸۳۰ توسط اخترشناس جان هرشل کشف شد.
SN 2022abid (ZTF22abyelas) یک ابرنواختر نوع یکم ای (Ia) از یک کوتوله سفید در حال انفجار در ۲۳ نوامبر ۲۰۲۲ کشف شد.